# S de la Quilla
S de la Quilla (S Carinae) és un estel variable en la constel·lació de la Quilla, de la Nau Argos. Visualment prop de la variable PP Carinae (p Car), la seva magnitud aparent mitjana és +6,93. S'hi troba a 470 pàrsecs (1530 anys llum) del Sistema Solar. No deu confondre's amb l'estrella s de la Quilla (HD 90853).
S de la Quilla és una geganta vermella de tipus espectral M2.5IIIe —també classificada com a K5i-M6e— amb una temperatura superficial de 3490 K. Amb un radi 120 vegades major que el radi solar, té una lluminositat 1430 vegades major que la del Sol. És una variable Mira la lluentor de la qual varia entre magnitud +4,5 i +9,9 en un cicle de 149,49 dies, un dels més curts entre aquest tipus de variables. Aquestes variables, el màxim representant de les quals és Mira (ο Ceti), són estels en els últims estadis de la seva evolució la inestabilitat de la qual prové de pulsacions en la seva superfície que provoquen canvis en el seu color i lluentor. En uns pocs milions d'anys S Carinae expulsarà definitivament les seves capes exteriors per formar una nebulosa planetària amb una nana blanca al seu centre.